# Élections municipales de 2013 dans Bécancour
 (signalé en août 2025).
Si vous disposez d'ouvrages ou d'articles de référence ou si vous connaissez des sites web de qualité traitant du thème abordé ici, merci de compléter l'article en donnant les références utiles à sa vérifiabilité et en les liant à la section « Notes et références ».
- Archive Wikiwix
- Bing
- Cairn
- DuckDuckGo
- E. Universalis
- Gallica
- Google
- G. Books
- G. News
- G. Scholar
- Persée
- Qwant
- (zh) Baidu
- (ru) Yandex

Pour un article plus général, voir Élections municipales de 2013 dans le Centre-du-Québec.
Cet article concerne les élections municipales de 2013 dans le Centre-du-Québec dans la municipalité régionale de comté de Bécancour.

## Bécancour
| Candidats pour la mairie       | Vote  | %     |
| ------------------------------ | ----- | ----- |
| Jean-Guy Dubois                | 3 184 | 54,92 |
| Karl Grondin                   | 2 614 | 45,08 |
| Taux de participation : 56,5 % |       |       |

| Candidats conseiller #1   | Vote            | %               |
| ------------------------- | --------------- | --------------- |
| Fernand Croteau (Sortant) | Sans opposition | Sans opposition |

| Candidats conseiller #2 | Vote  | %     |
| ----------------------- | ----- | ----- |
| Raymond St-Onge         | 2 873 | 52,37 |
| Guillaume Langlois      | 2 613 | 47,63 |

| Candidats conseiller #3 | Vote            | %               |
| ----------------------- | --------------- | --------------- |
| Alain Mercier           | Sans opposition | Sans opposition |

| Candidats conseiller #4 | Vote            | %               |
| ----------------------- | --------------- | --------------- |
| Mario Gagné (Sortant)   | Sans opposition | Sans opposition |

| Candidats conseiller #5    | Vote  | %     |
| -------------------------- | ----- | ----- |
| René Morrissette (Sortant) | 3 977 | 74,17 |
| Laval Dubois               | 1 385 | 25,83 |

| Candidats conseiller #6  | Vote  | %     |
| ------------------------ | ----- | ----- |
| Carmen L. Pratte         | 2 743 | 50,18 |
| Alain Lévesque (Sortant) | 2 723 | 49,82 |